# Chen Dequan
Chen Dequan (chiń. 陳德全; ur. 30 sierpnia 1995 w Anshan) – chiński łyżwiarz szybki specjalizujący się w short tracku, dwukrotny medalista igrzysk olimpijskich, mistrz świata.
Dwukrotnie wystąpił na zimowych igrzyskach olimpijskich. Podczas igrzysk w Soczi w 2014 roku zdobył brązowy medal olimpijski w biegu sztafetowym (wraz z nim w sztafecie wystąpili Han Tianyu, Shi Jingnan i Wu Dajing). Wystąpił też w biegu na 1500 m i zajął w nim piąte miejsce. Cztery lata później, na igrzyskach w Pjongczangu zdobył srebrny medal w biegu sztafetowym (chińską sztafetę stanowili poza nim: Wu Dajing, Han Tianyu, Ren Ziwei i Xu Hongzhi).
W 2012 roku zdobył dwa srebrne medale mistrzostw świata juniorów w biegu na 1000 m i sztafecie podczas mistrzostw w Melbourne. W 2015 roku został mistrzem świata w sztafecie podczas czempionatu w Moskwie.